# Constantin Niță
Constantin Niță (n. 27 noiembrie 1955, com. Miroslovești, Iași) este un politician român, membru al Parlamentului României. Este absolvent al Facultății de Științe Economice din Iași în 1978 și al Facultății de Drept a Universității ieșene în 1983. A fost ministrul pentru IMM-uri, Comerț și Mediul de Afaceri în Guvernul Emil Boc.

## Acuzații de corupție
La data de 15 iunie 2016 Direcția Națională Anticorupție a trimis în judecată, sub control judiciar pe cauțiune, pe numitul Constantin Niță, deputat în Parlamentul României, pentru infracțiunea de trafic de influență. În anul 2013, când exercita funcția de ministru al Energiei, el a cerut și a primit, în mai multe tranșe, diferite sume de bani de la un om de afaceri pentru a-i înlesni acestuia activități comerciale cu o primărie de municipiu.În mai 2017, Constantin Niță a fost condamnat la 4 ani de închisoare cu executare.